# Takeshi Handa
Takeshi Handa (半田 武嗣 Handa Takeshi?), född 26 juni 1985 i Fukuoka prefektur, är en japansk fotbollsspelare.
Handa började sin karriär 2009 i FC Machida Zelvia. 2011 flyttade han till MIO Biwako Shiga. Efter MIO Biwako Shiga spelade han för Blaublitz Akita. Han avslutade karriären 2015.